# Katacamilla gallagheri
Katacamilla gallagheri är en tvåvingeart som beskrevs av Barraclough 1998. Katacamilla gallagheri ingår i släktet Katacamilla och familjen gnagarflugor. Inga underarter finns listade i Catalogue of Life.